# Dreamer (canción de Martin Garrix)
«Dreamer» es una canción del disc jockey holandés Martin Garrix junto al cantante de R&B & Soul Mike Yung, lanzado como sencillo el 1 de noviembre de 2018 junto con su video musical.
La canción hizo un homenaje a la esposa de Yung, Lydia Griffith, quien había fallecido en el 2018.

## Antecedentes
Garrix anunció en agosto de 2018, una potencial colaboración con Yung. En una entrevista, habló sobre trabajar con  Mike Yung, que también es un artista callejero, y de cómo le impresionó su voz. Garrix dijo: "Es un cantante increíble. Lo he visto en video, cantando en el metro de Nueva York. Su historia ... ha estado cantando en el metro durante 38 años. Lo invité a Ámsterdam, tuvimos una semana increíble, escribimos musica en un barco con una guitarra".
Yung también comentó cómo se sorprendió por el interés de Garrix de trabajar con "un hombre de 60 años" como él. Él dijo: "Este chico podría trabajar con cualquiera. Por qué eligió trabajar con un hombre de 60 años como yo siempre fue confuso. Martin, gracias por la oportunidad y te aprecio". No impresionado por los canales promocionales de YouTube que publican canciones falsas tituladas "Dreamer" como si fueran de él, Garrix dijo: "Aparentemente hay algunos idiotas que publican un falso 'Dreamer official audio' en canales de YouTube solo para generar clics (dinero), ¡la versión real será lanzada el jueves, No te lo pierdas!".

## Composición
La canción se describe como una encarnación de "la sensación edificante que caracteriza su regreso al centro de atención, llena de esperanza, poder y positividad, con su conmovedora entrega ardiendo sobre una eufórica producción pop de Garrix". La canción concluye con "armonías de coros de estilo gospel". Notado como "un estilo nuevo para Garrix", consiste en "fusionar sonidos pop con voces de R&B y una actitud casi de blues". La canción presenta un crescendo con el apoyo de las vocales.
Consistente en "el canto edificante de Yung y las imponentes notas electrónicas retroactivas de Garrix que forman parte del coro con armonías de coro de estilo evangélico", el significado de la canción se afirma como "una canción motivacional para perseguir tus sueños".

## Video Musical
El video musical, publicado en YouTube el mismo día que el sencillo, mostraba a Mike Yung interpretando la canción en el metro de la ciudad de Nueva York, donde comenzó su carrera como artista callejero, la escena hace progresar a Yung hacia sus proyectos posteriores en Brooklyn y su eventual reunión con Garrix en su estudio en Ámsterdam, donde grabaron la canción.

## Lista de Canciones
| Descarga digital |                                 |          |  |
| N.º              | Título                          | Duración |  |
| 1.               | «Dreamer» (featuring Mike Yung) | 3:13     |  |

| EP (The Remixes, Vol.1) |                                                      |          |  |
| N.º                     | Título                                               | Duración |  |
| 1.                      | «Dreamer» (featuring Mike Yung) (Nicky Romero remix) | 3:44     |  |
| 2.                      | «Dreamer» (featuring Mike Yung) (SLVR remix)         | 2:51     |  |
| 3.                      | «Dreamer» (featuring Mike Yung) (EAUXMAR remix)      | 2:58     |  |

| EP (The Remixes, Vol.2) |                                                     |          |  |
| N.º                     | Título                                              | Duración |  |
| 1.                      | «Dreamer» (featuring Mike Yung) (Brooks remix)      | 3:05     |  |
| 2.                      | «Dreamer» (featuring Mike Yung) (Infuze remix)      | 3:50     |  |
| 3.                      | «Dreamer» (featuring Mike Yung) (SLVR Booshi remix) | 2:55     |  |

## Posicionamiento en listas
| Lista (2018)                                | Mejor Posición |
| ------------------------------------------- | -------------- |
| Bélgica (Flandes) (Ultratip Bubbling Under) | 17             |
| Bélgica (Valonia) (Ultratip Bubbling Under) | 31             |
| Países Bajos (Dutch Top 40)                 | 28             |
| Sweden (Sverigetopplistan)                  | 73             |